# Haberský rybník
Haberský rybník se nachází v centru města Habry v okrese Havlíčkův Brod v kraji Vysočina. Rybník napájí Jiříkovský potok, jež je horním tokem říčky Sázavky, která z rybníka odtéká. Současná plocha vodní hladiny při normálním stavu činí 12,8 ha. U přítoku se nachází několik ostrovů, z nichž část byla uměle vytvořena, sloužících jako úkryt a hnízdiště vodním ptákům. Při jižním břehu rybníka je veden obtokový kanál.